# Ceavdar, Smolean
Ceavdar (în bulgară Чавдар) este un sat în comuna Dospat, regiunea Smolean,  Bulgaria. 

## Demografie
Componența etnică a satului Ceavdar
     Bulgari (26,41%)
     Nicio identificare (72,32%)
     Altele (1,25%)
La recensământul din 2011, populația satului Ceavdar era de 318 locuitori. Nu există o etnie majoritară, locuitorii fiind  și bulgari (26,41%). Pentru 72,32% din locuitori nu este cunoscută apartenența etnică.